# 街へいこうよ どうぶつの森
『街へいこうよ どうぶつの森』（まちへいこうよ どうぶつのもり、英題: Animal Crossing: City Folk）は、任天堂が開発・発売したWii専用ゲームソフト。どうぶつの森シリーズの第5作目。略称は「街森」。日本では2008年11月20日に、アメリカでは同年11月16日に、ヨーロッパでは同年12月5日にそれぞれ発売。

## 概要
本作は、2006年12月に公開された『劇場版 どうぶつの森』のエンドロールで表示された「次はWiiであいましょう」というメッセージによって、Wiiで開発されていることが明らかになった。その後長らく情報がなかったが、発表から1年半が経過した2008年のE3任天堂メディアブリーフィングにて、本作のプロデューサーである江口勝也の説明とともに新たな情報が公開された。その後、2008年9月4日の小売店向けの商談会にて正式名称が発表された。

## システム
シリーズ共通の概要・要素については「どうぶつの森シリーズ」を参照のこと。

### 操作
本作では基本的にWiiリモコンとヌンチャクを使用して操作をする。Wiiリモコンのみの操作も可能。なお、ゲームキューブ用コントローラ・クラシックコントローラーは使用できない。
プレイヤーの移動はヌンチャクのコントロールスティックや、Wiiリモコンのポインター機能で行う。そのほかの大方の操作は、A/Bボタンで行い、釣り竿や虫取り網などの道具はWiiリモコンを振って操作することも可能。また、今作では大抵の装備用アイテム（スコップ、つりざおなど）は、もちもの画面を開かなくてもWiiリモコンの十字キーの左右ですぐに変更することができるようになった。ただし、メニュー画面の物品の選択やマイデザインの操作は、強制的にWiiリモコンのポインター機能を利用しなければならない。
USBキーボードにも対応しており、チャットをする場合はメニュー画面を開くことなく入力、送信が可能。ともだちコードの入力や、後述のATMの金額指定など、数字のみを入力する場面においても使用可能。

### 村
これまでのシリーズ同様、プレイヤーが生活するメインの場所が「村」である。
村のデータは1台のWiiにつき1つのみ作成が可能で、SDメモリーカードへのデータの移動及びコピーは出来ない（そのため、Wi-Fiコネクションを使用しない通信では、後述の「DSを使ったおでかけ機能」を用いる必要がある）。プレイヤーデータは1つの村につき4人まで作成可能。プレイヤーが住む家は『どうぶつの森e+』以前の作品と同じく、1プレイヤーごとに違う家を持つことができるようになった。ただし、家の位置は同じ番地かつ同じ場所に4軒の家が林立していた『e+』以前の作品とは違い、村のバラバラの位置にそれぞれの家が建っている形式に変更された。
『おいでよ どうぶつの森』と同様に番地制は採用せず、地形は同じくドラム型である。なお、『おいでよ どうぶつの森』で削除された「崖」が復活した。また、十字キーの上を押すことで空を見ることができるようになった。
また、DS版同様、村にプレゼントの付いた風船が登場することがあり、道具のパチンコを使って打ち落とすことができる。プレゼントの中にはアイテムが入っており、この風船でしか入手できないアイテムも多数ある。
以前「お天気チャンネル」と連動し、現実の天気と村の天気が同期する」との噂が流れていたが、実際そのような連動要素は製品には存在しない。これは地域ごとに村の天気に偏りがあるため、それを避けるためと思われる（北海道に住むプレイヤーの村には雪が降るが、沖縄県では一切降らない、など）。

### 街
本作では新たに「街」が登場する。街へは村にあるバス停から、カッペイが運転するバスに乗って行くことができる。街には以下のような施設が設置されている。街には村に居ない住人がたくさんいるが、ネットに繋いでいない状態では、一部のレアな住人は村にいなくても出現しない仕様になっている（1ごう、2ごう、3ごう、キンカク、ギンカク、タコ住人、サル住人など）。
うらないのやかた
ハッケミィに占ってもらったり、自分の村に関する「おまじない」を教えてもらうことができる。
イナリかぐ
つねきちが営業している家具屋。会員制であるため、入るには、ほかの誰かからの「紹介状」が必要。
グレイシーグレイス
高級な服やアクセサリー、家具を販売しているお店。品揃えはシーズンにあわせて入れ替わる。
ビューティサロン スピーディ
カットリーヌが営業しているお店。DS版と同様にプレイヤーのヘアスタイルを変えられるほか、今作では顔をMiiに変えることも可能。
ハッピールームアカデミー本部
自分の部屋のインテリアについて評価をしてくれる。また、月ごとに設定されるテーマにあった部屋を「モデルルーム」として展示もしている。
劇場
ししょーのネタを見ることができる。そのネタからさまざまなリアクションを覚えることができる。
オークションハウス
アイテムを出品して、自分やほかの村のプレイヤーと、オークションの形式でアイテムの売買ができる。
このほかにも、街にはシャンクの靴磨きやパロンチーノなど、様々な施設やサービスが用意されている。これまでの作品では、つねきちのようなキャラクターは週に一回のみ、ししょーやハッケミィといったキャラクターはランダムで村を訪れていたが、本作では常に街で店を構えているため、営業時間内であればいつでも会えるようになった。

### アイテム
前作までのアイテムに加えて、新しいアイテムが多数追加された。また、インターネットやDSステーションにて随時新アイテムが配信される予定である。なお、『どうぶつの森e+』以前にあったアイテム「ファミコン」は、バーチャルコンソールとの関係から、本作では登場しない。

### イベント
「ハロウィン」や「クリスマス」など前作『おいでよ どうぶつの森』で一旦削除されたイベントが一部復活し、「イースター」などの新しいイベントも登場した。また、イベントの復活に伴い「うおまさ」や「ゆうたろう」など、前作『おいでよ どうぶつの森』で一旦削除されたキャラクターの一部が再登場した。

### インターネットを利用した機能
本作はニンテンドーWi-FiコネクションとWiiConnect24に対応している。対応内容は以下の通り。
他の村へのおでかけ
前作『おいでよ どうぶつの森』と同様にニンテンドーWi-Fiコネクションを利用して、他の村へおでかけが可能（事前にともだちコードを交換する必要がある）。
今作も同時に4人まで同じ村に入ることができる。またプレイヤー同士での文字によるチャットのほか、別売の「Wiiスピーク」を利用することでボイスチャットも可能。このwiiスピークの同梱版も発売されている。
新アイテムの受信
WiiConnect24を利用して、それぞれ期間限定で、随時新しいアイテムが配信されている。
手紙を送信
前作までは自分の村の中の住民のみに手紙を送ることができたが、本作では他の村のほかWii伝言板・携帯電話・パソコンなどにも送信することが可能。

### ニンテンドーDSとの連動
プレイヤーデータの引き継ぎ
前作『おいでよ どうぶつの森』のプレイヤーデータをコピーして今作に引き継ぐことができる。
引き継ぐことができるものは、プレイヤーの顔・アイテムのカタログデータ等々。ベル（ゲームでの通貨）は移動できない。なお、データを移動させても、DSにいるプレイヤーのデータや今まで集めたアイテムなどは消えることはない。
DSを使ったおでかけ機能
本作では、前述の通りWi-Fiコネクションを利用して他の村へ「おでかけ」ができるが、インターネット環境がない場合は、自分のWiiからDSにおでかけ用のデータを送信させ、そのDSを友達の家などへ持ち運び、そしておでかけ先の村でお出かけ用データを読み取ることでおでかけをすることができる。なお、この機能はDSダウンロードプレイを利用するため、『おいでよ どうぶつの森』を持っていなくても利用できる。

### その他
- 本作では「クレジットカード」が登場し、一部の店において、貯金残高から代金を支払うことが可能になった。なお、クレジットカードという名称だが、支払いのシステムは現実世界におけるデビットカードに近い。
- Wii本体のバージョンが、SDHCカードに対応した4.0以上であっても、本作では2GBまでのSDカードしか使用することができない。
- Wiiリモコンの1ボタンを押すことで写真を撮影することができる。撮った写真はSDメモリーカードに保存され、本作内の手紙に添付して別のプレイヤーに送信したり、『写真チャンネル』やパソコンなどで閲覧したり、印刷することができる。
- 本作では任天堂やはは等からのてがみは全てゲーム開始直後にぺりおが配達してくれる仕様になった。このシステムの導入に従い、過去作に比べてぺりおに会いやすくなっている。

## 評価
任天堂社長である岩田聡はインタビューにて「どうぶつの森はニンテンドーDSで発売した『おいでよ』が高評価で、Wiiの『街へいこうよ』も期待されていたが、実はあまりうまくいかなかった。我々からすると、すごく反省点が多いソフトだった」と述べている。
売上に関しても前作の『おいでよ』が全世界で1079万本、国内で約523万本の売上となっているのに対し、『街へいこうよ』は全世界で432万本、国内では126万本に留まっている。
アメリカABCニュースは、ミズーリ州のインターネット犯罪対策担当の話として、このゲームを所持している成人男性は子供に対する性的犯罪を意図しているとの報道を行うが、後に番組のディレクターが誤った報道であったことを認めた。

## 漫画版
街へいこうよ どうぶつの森 〜たんぽぽ村だより〜
『ちゃお』（小学館）2009年1月号から連載していた。作・森江真子。
街へいこうよ どうぶつの森 あつまれ!こもびれ村
村上ゆみ子作、『デンゲキニンテンドーDS』連載。単行本化はされていない。2009年２月号から、2012年9月号にかけて連載された。
主人公はビット（男主人公）とマルナ（女主人公）の2人。原作では一つの村に住民は10人までしか住めないが、本作ではこもれび村に全ての住民が住んでいる設定である。
尚、1ごう、2ごう、3ごうは本作では「コモレンジャー」というチーム名を名乗っている。